# Pseudozygocera
Pseudozygocera – rodzaj chrząszczy z rodziny kózkowatych i podrodziny zgrzypikowych. 

## Zasięg występowania
Przedstawiciele tego rodzaju występują na Nowej Kaledonii oraz Nowej Gwinei.

## Systematyka
Do Pseudozygocera należą 2 podrodzaje i 2 gatunki:
- Podrodzaj: Millea Sudre et al., 2021
  - Pseudozygocera salesnei
- Podrodzaj: Pseudozygocera Breuning, 1948
  - Pseudozygocera albomaculata